# Eviota spilota
Eviota spilota és una espècie de peix de la família dels gòbids i de l'ordre dels perciformes.

## Morfologia
Els mascles poden assolir els 2,1 cm de longitud total.

## Distribució geogràfica
Es troba al Vietnam, al Mar de Java, al sud de les Cèlebes, al nord-est de Borneo i a les Filipines.